# リモートレリーズ
リモートレリーズ (remote release) は、カメラのシャッターボタンに取り付け、離れた場所からシャッターを切るカメラアクセサリーである。単に「レリーズ」と称される場合も多い。

## 伝達方法による分類
一般的にはケーブルレリーズを指すが、広義には無線でコントロールするラジオコントロールシステム、赤外線でコントロールするルミコントロールシステムもある。

### ケーブルレリーズ

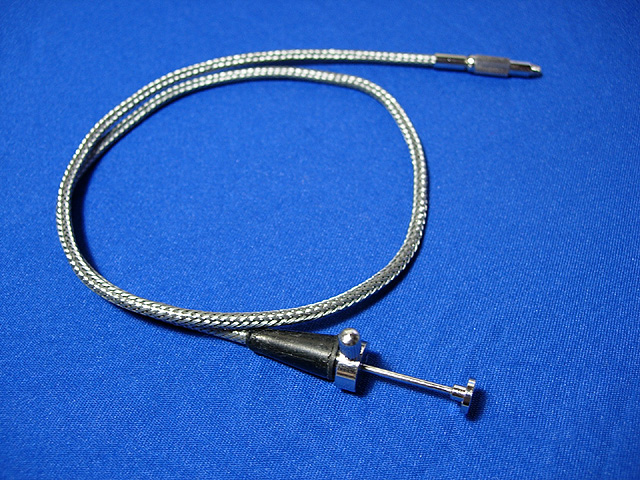
ケーブルレリーズ

リモートレリーズといえば、多くの場合これを指している。
柔軟なケーブルを柔軟なパイプに通し、ケーブルの両端に金属の硬い軸を取り付けたもの。一端をシャッターボタンに取り付け、一端を指で押す構造。短いもので10cm未満の製品もあるが一般的には30～50cm程度である。
長時間露光のためにケーブルを押した状態で固定する機構を持つものがある。単に横からネジで締めて固定するものと、事前にロック機構をセットしておいて一端を押すとその状態で自動的に固定され解除機構により解除するものがある。

#### ダブルケーブルレリーズ

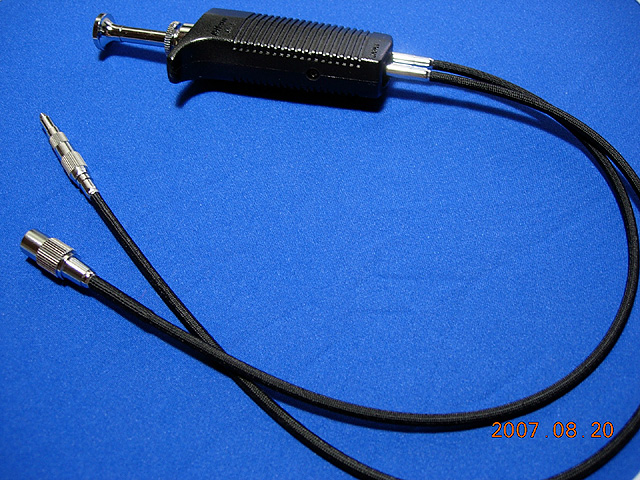
ダブルケーブルレリーズ

1つのボタンから2本のケーブルが出ており、時間差でレリーズされるケーブルレリーズをダブルケーブルレリーズ、略してダブルレリーズとも称する。
接写時にレンズを前後逆に使う場合や、接写リング、ベローズを併用する場合、そのままでは自動絞りが連動しない。そのような場合に自動絞り対応のベローズやリングをダブルケーブルレリーズと併用することで自動絞りが実現できる。例えばベローズの場合、そのレンズマウントの近辺にリモートレリーズを取り付けるための、いわば自動絞り専用のレリーズソケットがある。
またミラーアップ撮影の場合に「ミラーアップ」「シャッターレリーズ」を1つのシャッターボタンで行うためにも使用される。

### エアーレリーズ

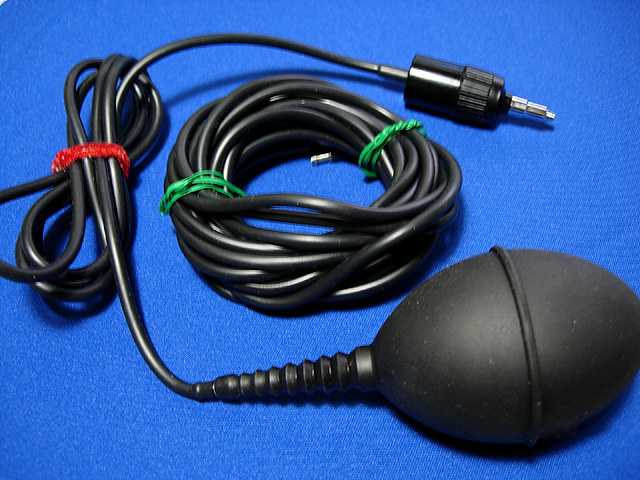
エアーレリーズ

ゴムのパイプの一端がゴム球となっているもの。ゴム球を押すと空気が媒体となってシャッターが切れる。ケーブルレリーズより操作感が良く、シャッター機構に負担が少なく、延長が可能で、数メートルと長くてもスムーズに動作する。しかし長時間露光が必要な場合はゴム球を押し続けるしかない。
安価で汎用性が高く、比較的遠距離で使用できるため、以前はセルフポートレートにも使用された。

### 電磁ケーブルレリーズ
電線の一端にスイッチをつけ、もう一端にカメラ接続端子をつけたもの。カメラ側の端子はそれぞれのメーカー専用である場合が多い。数十メートルの長さでも何ら問題なく動作する。

### ラジオコントロールシステム
電磁ケーブルレリーズの電線の代わりに無線を使うもの。撮影者が持つ送信機と、カメラに装備する受信機のセットで使用する。
1964年日本光学工業（現ニコン）よりモータードライブF-36を装備したニコンF用として「ニコン無線操作装置」が発売されたのが最初であり、その後1976年にニコン汎用電子接点を装備した「ラジオコントロールMW-1」が発売されたが、どちらも当時の価格15万円と高価であった。MW-1の場合郊外で700m、市街地で300m程度の距離まで使用できる。
スマートフォンのカメラでもBluetoothを用いた同様のシステムがあり、リモコンが各社から販売されている。

### ルミコントロールシステム
電磁ケーブルレリーズの電線の代わりに赤外線の変調発光を使うもの。撮影者が持つ送信機と、カメラに装備する受信機のセットで使用する。
ラジオコントロールシステムは高価だったためそこまでの距離が必要ない場合にでも使用できるように開発されたが、ラジオコントロールシステム程の遠距離では使用できず、また赤外線を使用するため送信機と受信機の間に遮蔽物がある場合には使用できない。
1976年に日本光学工業（現ニコン）より「ルミコントロールML-1」が当時の価格27000円で発売されている。ML-1やML-2の場合で60mの距離まで使用できる。
受信機機能を内蔵した機種が増える傾向にあり、このような機種では送信機だけ購入すればリモートレリーズが可能となる。コンパクトカメラでは「リモコン」と称して付属、もしくはオプション品として用意されていることが多い。

## 接続部による分類

### ローラーブラインドシャッター式
ローラーブラインドシャッター、いわゆるソロントンシャッターに使用されるもので、一番古い方式である。エアレリーズの両端がゴム球になっており、大きいゴム球を撮影者が握ると反対側の小さいゴム球が膨らみシャッターをレリーズする。

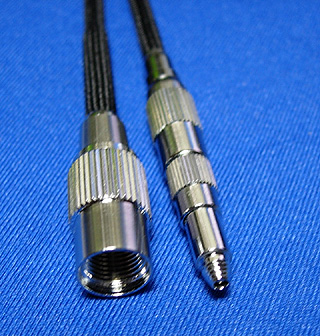
シャッターボタンとの接続部。左がカブセ式、右がテーパーネジ式

### カブセ式
シャッターボタンに被せるようにねじ込む。ケーブルレリーズとエアレリーズがある。元々はライカが採用した方式で、コピーライカやニコンの初期の機種でも見られる。

### テーパーネジ式
シャッターボタンに切ってあるテーパーネジにねじ込む。ケーブルレリーズとエアレリーズに広く使用されている方式で、各社共通に使える。ただしオートフォーカスに伴いカメラの電子化が進み、シャッターボタンにテーパーネジを持たない機種も多くなっている。

### 電子接点式
電磁ケーブルレリーズ、ルミコントロールシステム、ラジオコントロールシステムで使用する。各社専用であることが多く、また多機能化に伴い多接点の新規格に変更されていく傾向にある。

## 用途

### 長時間露光
手ブレを防ぐため、シャッター機構が装備しないような長時間露光を実現するために使用する。この場合カメラを三脚に固定し、可能ならミラーアップ機能を使用する。
天体撮影では、数十分・あるいはそれ以上の長時間露光をすることが珍しくない。この用途の場合、押しっぱなしの状態でシャッターをロック（シャッター開放状態を保つ）する機能がついている製品を選ぶ必要がある。もちろん、カメラ側もバルブ撮影に対応している必要がある。

### 高倍率撮影
望遠レンズや天体望遠鏡による撮影、顕微鏡を使った撮影では、わずかにカメラが揺れるだけでもブレた写真となってしまうため。可能ならミラーアップ機能を使用する。

### 遠隔撮影
モデルにカメラを意識させたくない場合、また普通の撮影方法だと撮影者が危険に晒される場合などに、カメラから離れてシャッターを切るため長い距離が取れるリモートレリーズを使う。
ケーブルレリーズはその構造材質から長さに限界があり、この用途ではエアーレリーズ、ルミコントロールシステム、ラジオコントロールシステムなどを使う。

### レンズシャッター
レンズシャッターのシャッターボタン（またはレバー）が撮影者の操作しにくい場所にある場合に短いケーブルレリーズを使う。